# هانس کریستین نیلسن
هانس کریستین نیلسن (دانمارکی: Hans Christian Nielsen؛ ۱۰ مه ۱۹۲۸ – ۵ مارس ۱۹۹۰) بازیکن فوتبال اهل دانمارک بود.
از باشگاه‌هایی که در آن بازی کرده‌است می‌توان به باشگاه ورزشی آرهوس اشاره کرد.
وی در مسابقات کشوری و بین‌المللی در مجموع برندهٔ ۱ مدال نقره شده‌است.